# René Barjavel
René Barjavel (24 de enero de 1911-24 de noviembre de 1985) fue un escritor, periodista y crítico francés, famoso por ser supuestamente el creador de la paradoja del abuelo, expresada en su libro Le voyageur imprudent (El viajero imprudente, 1943). 
Barjavel murió en 1985 y fue enterrado con sus ancestros en el cementerio de Tarendol, frente al monte Ventoux.

## Obras
René Barjavel es el autor de varias novelas de suspenso, pero es sobre todo conocido por sus obras de ciencia ficción, que suelen tratar acerca de la caída de la civilización por culpa de la tecnología, la locura de la guerra y la naturaleza indestructible del amor: (Ravage, Le Grand Secret, La noche de los tiempos, Une rose au paradis). Su escritura es poética, onírica y a veces filosófica. Algunos de estos trabajos tienen sus raíces en un poético y empírico interrogante sobre la existencia de Dios (notablemente La Faim du tigre). 

### Listado cronológico de sus obras
- Colette à la découverte de l'amour (1934)
- Roland, le chevalier plus fort que le lion (1942)
- Ravage (1943) - traducido como Destrucción
- Le Voyageur imprudent (1943), presenta la famosa paradoja del viaje en el tiempo.
- Cinéma total (1944)
- Tarendol (1946), traducido también como The Tragic Innocents
- Le diable l'emporte (1948)
- Journal d'un homme simple (1951)
- Colomb de la lune (1962)
- La Faim du tigre (1966)
- La Noche de los Tiempos (1968 La Nuit des temps)
- Les Chemins de Katmandou (1969), traducido como Los Caminos a Katmandú
- Les Années de la lune (1972)
- Le grand secret (1973), traducido como El Gran Secreto
- Les Dames à la licorne (1974)
- Le Prince blessé (1974)
- Brigitte Bardot amie des animaux (1974)
- Les Années de la liberté (1975)
- Les Années de l'homme (1976)
- Si j'étais Dieu... (1976)
- Les Jours du monde (1977)
- Les Fleurs, l'Amour, la Vie (1978)
- Lettre ouverte aux vivants qui veulent le rester (1978)
- Une rose au paradis (1981)
- La Charrette bleue (1981)
- La Tempête (1982)
- L'Enchanteur (1984)
- La Peau de César (1985)